# Feloidea
Feloidea – infrarząd ssaków z podrzędu kotokształtnych (Feliformia) rzędu drapieżnych (Carnivora). 

## Zasięg występowania
Infrarząd obejmuje gatunki występujące w Eurazji, Afryce i Ameryce. 

## Podział systematyczny
Do infrarzędu należą następujące rodziny: 
- Prionodontidae Pocock, 1933 – linzangi
- Felidae G. Fischer, 1817 – kotowate